# Fenvägsteklar
Fenvägsteklar (Ferreola) är ett släkte av steklar som beskrevs av Amédée Louis Michel Lepeletier 1845. Fenvägsteklar ingår i familjen vägsteklar.
Släktet innehåller bara arten Ferreola diffinis.